# The Floridians
The Floridians fue una franquicia de baloncesto profesional en los comienzos de la ahora difunta ABA, American Basketball Association. Los Floridians comenzaron como los Minnesota Muskies en 1967 y jugaron en la ABA de 1968 a 1970 como los Miami Floridians y simplemente como The Floridians desde 1970 a 1972. El equipo se caracterizaba por dos camisetas: la original roja, azul y blanca y más tarde la negra, magente y naranja.
Miami Floridians fue el nombre que tomó la granquicia originalmente llamada Minnesota Muskies, que jugó en Bloomington, Minnesota en el Met Center y que vestía de azul y oro. The Floridians nunca tuvieron un gran seguimiento, pero el equipo consiguió clasificarse para los playoffs en tres ocasiones en sus cuatro años de existencia. La temporada 1968-69 fue la más exitosa para los Miami Floridians sin lugar a dudas, finalizando su primera temporada en Florida con un balance de 43-35 en victorias-derrotas derrotando a los Minnesota Pipers en las semifinales de la División del Este, 4 partidos a 3 antes de perder en las finales de división ante los Indiana Pacers 4 partidos a 1.
La temporada 1969-1970 fue una temporada para olvidar en lo que respecta a los Miami Floridians. El equipo perdió los playoffs y fue forzado a jugar sus partidos de casa en distintas ciudades: Miami en el Miami Beach Convention Hall, Tampa-St. Petersburg en el Curtis Hixon Hall y en el Bayfront Arena, Jacksonville en el Jacksonville Memorial Coliseum, West Palm Beach, además, brevemente en el Dinner Key Auditorium. el propietario original vedió los Miami Floridians al final de la temporada y desde este punto el equipo sería conocido simplemente como "The Floridians".
The Floridians consiguirían mejores resultados en la siguiente campaña, 1970-71, pero era evidente que un ligero cambio de nombre, nuevos colores y uniformes, nuevas cheerleaders (bikini-clad ballgirls) no iban a hacer de ellos el mejor equipo de la ABA. El equipo finalizó la temporada con un balance de 37-47 en victorias-derrotas, clasificándose para los playoffs. The Floridians, como cabía de esperar, cayó en las series ante los Kentucky Colonels, por 4 partidos a 2. En la temporada final de los Floridians, el equipo de 1971-72 de nuevo consiguió un récord balance parecido, 36-48, pero de nuevo se clasificaron para playoffs. The Floridians, otra vez perderían en la ronda de apertura barridos por unos fuertes Virginia Squires liderados por Julius Erving, 4 partidos a cero.
La disminución de las ganancias dentro y fuera de la pista selló la desaparición de la franquicia de Florida. Al final de la temporada 1971-1972 season, un grupo (liderado por un abogado de Cincinnati, Ron Grinker) realizó una oferta por la franquicia con la esperanza de llevar la franquicia a Cincinnati después de que los Cincinnati Royals se trasladasen a Kansas City. El plan era ofrecer y compartir con el público la posesión del equipo. Grinker dijo: "Me gustaría que hubiese 5.000 propietarios del club, así tendríamos 5.000 personas en las puertas".
Pero el propietarios de los Floridians, Ned Doyle, disolvió la franquicia. Un equipo de baloncesto no volvería a Florida hasta el año de expansión de la NBA, 1988, con los Miami Heat. Los Orlando Magic les seguirían el siguiente año. Los Heat vistieron réplicas de los uniformes de los Floridians de 1970-71 en siete ocasiones en la temporada 2005-06 como parte del programa "Hardwood Classics". Durante estos partidos las bailarinas de los Heat vistieron con botas blancas al igual que sus predecesoras de los Floridians.